# Майборода Олександр Артемович
Майборода Олександр Артемович (нар. 1 серпня 1903, Краснопілля, Охтирський повіт, Харківська губернія — пом. 24 серпня 1985, Харків) — український радянський бібліотекознавець, педагог, фундатор вищої бібліотечної освіти.

## Життєпис
Народився Олександр Артемович Майборода 1 серпня 1903 року на Сумщині в селянській родині. У 1920 році закінчив загальноосвітню школу та художньо-керамічну школу у 1923 році. Трудову діяльність розпочав на посаді завідувача Краснопільської районної бібліотеки.
У 1926 році молодий бібліотекар брав участь у Першому всеукраїнському з'їзді бібліотечних працівників, того ж року окружком КП(б) України направив його на факультет політичної освіти, створений у вересні 1925 року при Харківському інституті народної освіти (ХІНО). Улітку 1927 року на базі книжково-бібліотечної секції було відкрито бібліотечне відділення, яке О. Майборода закінчив у 1930 році та отримав кваліфікацію «організатор-методист бібліотечної роботи і викладач бібліотечних дисциплін». Одразу вступив до аспірантури Харківського інституту педагогіки, яку закінчив у 1933 році. Тема його наукового дослідження була пов'язана з методикою викладання навчальної дисципліни «Організація книжкових фондів бібліотек».
ХІНО піддався декільком реорганізаціям: 10 вересня 1929 році на базі факультету політичної освіти ХІНО було відкрито самостійний вищий навчальний заклад — Харківський інститут політичної освіти (ХІПО). У 1931 році був реорганізований у Всеукраїнський інститут комуністичної освіти (ВУІКО), у структурі якого створено бібліотечний факультет з кафедрою бібліотекознавства під керівництвом бібліотекознавиці Н. Фрідьєвої.
У 1931 році О. Майборода брав участь у Всесоюзній нараді з бібліотечної роботи (Москва). У тому самому році він надіслав на ім'я заступника народного комісара освіти Н. Крупської рукопис обсягом 112 сторінок з теми «Культурно-масова робота в приміських потягах». Після закінчення аспірантури працював на посадах асистента, згодом викладача кафедри бібліотекознавства. Упродовж 1930—1935 років він неодноразово організовував в Москві зустрічі кращих випускників бібліотечного факультету ВУІКО з Н. К. Крупською та сестрою В. І. Леніна — М. І. Ульяновою.
З 1935 року О. Майборода обіймав посади: старший викладач, доцент, завідувач кафедри, декан. У 1938—1941 роках О. Майборода — заступник директора з науково-навчальної роботи цього навчального закладу.
О. Майборода друкував свої перші статті в журналах «Політосвітник», «Красный библиотекарь», «Бібліотека у соцбудівництві», у виданнях ВУІКО, брав участь у нарадах та конференціях з питань удосконалення бібліотекознавства, що відбувалися в Москві, Ленінграді, Києві та Харкові. За висновком вчених — завідувача кафедри бібліотекознавства Н. Фрідьєвої, професора А. Зільберштейна та доцента М. Фельдштейна ще до початку Німецько-радянської війни О. Майборода написав наукове дослідження на тему «Вивчення читачів масової бібліотеки», рівноцінне кандидатській дисертації. Але захистити цю працю він не зміг — багато часу присвячував управлінській діяльності, зокрема громадській роботі в бібліотечній комісії Наркомосу, підготовці документів, пов'язаних з реформою бібліотечної мережі, визначенням напрямів та резервів удосконалення бібліотечної освіти в Україні. У травні 1938 року О. Майборода брав участь в роботі Першої наради працівників вищої школи СРСР.
У вересні 1941 року Олександр Артемович, котрий за станом здоров'я не підлягав мобілізації до армії, виїхав із сім'єю (з дітьми: два і чотири роки) та групою викладачів і студентів Харківського університету до Кизил-Орди. З харків'янами була евакуйована група викладачів і студентів Київського державного університету. Відповідно до наказу Наркомату освіти УРСР від 4 серпня 1941 року передбачалося, що ці два заклади будуть тимчасово об'єднані на базі Харківського університету. 19 лютого 1942 року створено Об'єднаний український державний університет (ОУДУ). Ректором призначено О. Русько (Київський університет), проректором з навчальної роботи О. Сазонова, з наукової роботи — Й. Кравця (Харківський університет). Директором бібліотеки ОУДУ було призначено О. Майбороду, якому доручено створити базу навчально-методичної літератури для забезпечення навчального процесу. Олександр Артемович узгоджував використання фондів бібліотеки Кизил-Ординського педагогічного інституту, в одному з корпусів якого розмістився університет. З одержанням бюджетних коштів керівництво відрядило О. Майбороду для придбання необхідної навчальної літератури. Окрім цього, директор бібліотеки відвідував навчальні заклади Чимкента, Алма-Ати, Семипалатинська, Бійська, які виділяли зі своїх фондів дублетну літературу, організовував її транспортування. Водночас за дорученням ректорату вишу він здійснював роботу з набору абітурієнтів для вступу до ОУДУ, контактував із органами народної освіти, директорами шкіл. Восени 1942 року університет поповнили 203 студенти. Збільшився фонд бібліотеки ОУДУ. За клопотанням Олександра Артемовича до неї надходила навчальна література з різних вищих навчальних закладів — Казахського, Середньоазіатського (Ташкентського), Саратовського університетів, Самаркандського педагогічного інституту. О. Майборода поставлене перед ним завдання виконав, створивши в ОУДУ необхідну для забезпечення навчального процесу бібліотеку. На початку 1942 року на ім'я ректора ОУДУ надійшла телеграма Наркомпросу з пропозицією направити О. Майбороду до Уфи з метою очолити евакуйовану Книжкову палату України.
Невдовзі він вступив до Вищого військово-політичного інституту (Москва), який за програмою військового часу закінчив у березні 1943 року у званні капітана. О. Майбороду направили у резерв Головного політичного управління з подальшим використанням на партійно-політичній роботі. Із червня 1943 року О. Майборода — заступник командира батальйону. Брав участь у форсуванні Дніпра, отримав контузію. 18 травня 1945 року О. Майбороду нагороджено орденом Червоної Зірки. Військову службу завершив у Відні. О. Майборода розробляв методичну базу військово-політичних курсів, готував групи лекторів, з метою організації курсів виїздив в Угорщину, Чехословаччину, Німеччину. 21 січня 1946 року вийшов наказ про його демобілізацію.
16 березня 1946 року Олександр Майборода повернувся до Харкова. Завідував сектором систематизації науково-бібліографічного відділу Харківської державної наукової бібліотеки ім. В. Г. Короленка, з 1 травня 1946 року по 1 вересня 1947 року обіймав посаду декана бібліотечного факультету Харківського педагогічного інституту імені Г. С. Сковороди. Постановою Ради Міністрів УРСР від 26 травня 1947 року діяльність Харківського державного бібліотечного інституту була поновлена. О. Майбороду з викладачами фахових дисциплін перевели з Харківського педагогічного інституту ім. Г. С. Сковороди до Бібліотечного інституту. З 10 липня 1947 року його призначено заступником директора з навчально-наукової роботи Харківського бібліотечного інституту.
У 1949—1950 навчальному році у структурі інституту виникла нова кафедра — «Організація бібліотечних фондів і каталогів» з 8 штатними викладачами. Завідувачем призначили О. Майбороду, який сформував ядро викладачів-каталогознавців та фондознавців: Д. Кумок, А. Ашукін, Л. Котенко, Є. Тамм та інші. З 1951 по 1953 роки Олександр Артемович — декан бібліотечного факультету. Він приділяв увагу організації діяльності новостворених кафедр, підбирав їх кадровий склад, займався громадською діяльністю. У 1953 році за станом здоров'я Олександр Артемович був змушений залишити усі керівні посади й працювати в інституті старшим викладачем. 2 березня 1963 року Рішенням ученої ради ХДБІ його обрали на посаду виконувача обов'язків доцента.
22 лютого 1967 року Указом Президії Верховної Ради СРСР він був нагороджений орденом Трудового Червоного Прапора. У 1968 році за станом здоров'я український бібліотекознавець завершив свою педагогічну діяльність. 24 серпня 1985 року Олександр Артемович Майборода помер.

## Родина
У 1935 році Олександр Артемович зустрів свою майбутню дружину — випускницю ВУІКО (нині — Харківська державна академія культури) Олександру Олександрівну Родіну. Вона працювала в Книжковій палаті України, понад 30 років присвятила справі розвитку державної бібліографії, стала провідним фахівцем-бібліографом, автором бібліографічних покажчиків. Мав двох дітей — Юлію Олександрівну Калієвську-Майбороду та Аліма Олександровича Майбороду.

## Науковий доробок
- Про кабінет бібліотечної роботи // Політосвітник. — 1929. — № 2. — С. 2.
- Перебіг бібліотечного походу по Харківщині // Політосвітник. — 1930. — № 1—3. — С. 4.
- 18 выпускников-библиотекарей [Харьковского института политпросветработы] // Красный библиотекарь. — 1930. — № 7/8. — С. 100—101.
- Програма короткотермінових курсів по підготовці бібліотечного активу на підприємстві // Бібліотека у соцбудівництві. — 1933. — № 5. — С. 35—45.
- Підсумки першого періоду на бібліотечному факультеті / О. Майборода // За масову комосвіту. — 1934. — № 30. — С. 6.
- Скласти зачот на «відмінно» // За більшовицькі бібліотечні кадри. — 1935. — № 7.— С. 4—5.
- Харьковский государственный библиотечный институт // Красный библиотекарь. — 1941. — № 6. — С. 34—37.
- Майборода А. Харьковский государственный библиотечный институт / А. Майборода // Красный библиотекарь / Орган Библиотечного отдела Управления политпросветработы НКП РСФСР, Культотдела ВЦСПС и 4-го отдела ГУПП Красной Армии. — Москва: Гос. библ.-библиогр. изд-во НКП РСФСР, 1941. — № 6. — С. 34-37.
- Благодарная специальность [библиотекарь] // Красное знамя. — 1950. — № 40. — С. 3.
- Харьковский библиотечный институт // Библиотекарь. — 1956. — № 4. — С. 32—34.
- Kharkov library institute // Libran scince abstracty. — 1956. — № 4.
- Євсєєв О. І. Підготовка культосвітніх працівників в Харківському бібліотечному інституті / О. І. Євсєєв, А. П. Виноградов, О. А, Майборода // Учені записки / Харків. держ. бібл. ін-т ; [редкол.: Г. А. Кравець та ін.]. — Харків: Кн. палата, 1957. — Вип. 3 : До 40-річчя Великої Жовтневої соціалістичної революції. — С. 3-51.
- Тепла зустріч: [про зустріч випускників ВУІКО з Н. К. Крупською] // Вечірній Харків. — 1969. — 24 лют. — С. 2.
- Підготовка культосвітніх працівників в Харківському бібліотечному інституті / О. І. Євсєєв, А. П. Виноградов, О. А. Майборода // Учені записки Харківського державного бібліотечного інституту. — 1957. — Вип. 3. — С. 3—51.
- Книга про книги, 1917—1963 : (бібліографія бібліографії). Техніка. Промисловість. Транспорт. Комунальне господарство: бібліогр. покажч. / Кн. палата Укр. РСР ; [уклад.: З. І. Злобіна, А. І. Козлова, О. А. Майборода та ін.]. — Харків: Кн. палата УРСР, 1964. — 246 с.
- Бібліотечні інститути // УРЕ. — 1959. — Т. 1. — C. 553—554.
- Видання творів В. І. Леніна на Україні (1894—1970): бібліогр. покажч. / уклад.: П. М. Шморгун, А. І. Ручка, О. А. Майборода [та ін.] ; відп. ред. П. М. Шморгун. — Харків : Кн. палата України, 1971. — 710 с.